# Tenacious D (альбом)
Tenacious D — дебютный студийный альбом американского комедийного рок-дуэта Tenacious D, выпущенный 25 сентября 2001 года на лейбле Epic Records. Полированное исполнение альбома было отходом от акустических истоков группы, отчасти благодаря продюсированию Dust Brothers. Первым синглом с альбома был выпущен «Wonderboy», за ним последовал «Tribute». На оба сингла были сняты клипы, причём клип «Tribute», снятый Лиамом Линчем, приобрёл культовый статус. Хотя альбом Tenacious D не достиг успеха в чартах после выхода, он был сертифицирован как платиновый Ассоциацией звукозаписывающей индустрии Америки (RIAA) к концу 2005 года. Несмотря на то, что в Великобритании он занял лишь 38-е место, к 2006 году он был продан в количестве 426 000 копий по всей стране.

## История
Для записи своего первого альбома они привлекли барабанщика Дэйва Грола, клавишника Пейджа МакКоннелла из Phish, гитариста Уоррена Фицджеральда и басиста Стивена Шейна МакДональда. Продюсерами альбома выступили The Dust Brothers. Большинство песен на дебютном альбоме взяты из ранних версий, показанных в сериале HBO Tenacious D. На самой пластинке названия песен указаны не на задней обложке, как это принято, а на внутренней обложке конверта; поэтому, чтобы прочитать их, нужно открыть диск (предположительно после его покупки). Возможно, это сделано для того, чтобы песни с нецензурными или иными словами, которые считаются оскорбительными, могли избежать цензуры или быть опущены.

## Отзывы
| Совокупная оценка     | Совокупная оценка |
| Источник              | Оценка            |
| --------------------- | ----------------- |
| Metacritic            | 85/100            |
| Оценки критиков       |                   |
| Источник              | Оценка            |
| AllMusic              | [ 5 ]             |
| E! Online             | C+                |
| Entertainment Weekly  | A                 |
| The Guardian          | [ 8 ]             |
| Rolling Stone         | [ 9 ]             |
| Slant Magazine        | [ 10 ]            |
| Tom Hull – on the Web | C–                |
| The Village Voice     | C+                |

После выхода альбом получил положительные отзывы от музыкальных критиков, получив на Metacritic суммарный балл 85/100 на основе нескольких рецензий, что означает «всеобщее одобрение».
Entertainment Weekly назвал релиз «уморительным» и «не просто комедийной пластинкой». AllMusic отметил, что альбом «чертовски крут», но выразил недовольство отсутствием некоторых песен из эпизодов с участием группы в телеверсии на HBO, выходивших в 1997—2000 годах. The A.V. Club писал, что Блэку и Гассу удаётся «странный одновременный сплав глупого и умного», а Time писал: «Удовольствия Tenacious D… проистекают из аналогичного откровения: Блэк и Гасс выставляют себя шутами с такими названиями, как Karate Schnitzel, а затем продолжают опровергать ожидания с помощью точных гитар, отточенных вокальных гармоний и гремящих бэк-музыкантов».
Журнал Splendid сказал о Tenacious D: «Как развлечение, Tenacious D удаются на удивление хорошо — для первых нескольких прослушиваний….. Единственная долгосрочная ценность, которую вы получите от этой пластинки, — это воспроизведение её друзьям, которые её не слышали». Журнал Flak раскритиковал использование группой сценок между песнями, назвав их «отвлекающими» и «неприятными». Кроме того, Энди Гилл из The Independent отметил, что альбом полон «ругательств и скатологии» и «лишён даже малейших признаков юмора».

## Список композиций
Слова и музыка всех песен — Tenacious D, кроме кроме скетча «Friendship Test», написанного Бобом Оденкирком.
| №                   | Название                                   | Длительность |
| ------------------- | ------------------------------------------ | ------------ |
| 1.                  | «Kielbasa»                                 | 3:00         |
| 2.                  | «One Note Song» (скетч)                    | 1:23         |
| 3.                  | «Tribute»                                  | 4:08         |
| 4.                  | «Wonderboy»                                | 4:06         |
| 5.                  | «Hard Fucking» (скетч)                     | 0:35         |
| 6.                  | «Fuck Her Gently»                          | 2:03         |
| 7.                  | «Explosivo»                                | 1:55         |
| 8.                  | «Dio»                                      | 1:41         |
| 9.                  | «Inward Singing» (скетч)                   | 2:13         |
| 10.                 | «Kyle Quit the Band»                       | 1:29         |
| 11.                 | «The Road»                                 | 2:18         |
| 12.                 | «Cock Pushups» (скетч)                     | 0:48         |
| 13.                 | «Lee»                                      | 1:02         |
| 14.                 | «Friendship Test» (скетч)                  | 1:30         |
| 15.                 | «Friendship»                               | 1:59         |
| 16.                 | «Karate Schnitzel» (скетч)                 | 0:36         |
| 17.                 | «Karate»                                   | 1:05         |
| 18.                 | «Rock Your Socks»                          | 3:32         |
| 19.                 | «Drive-Thru» (скетч)                       | 3:00         |
| 20.                 | «Double Team»                              | 3:10         |
| 21.                 | «City Hall/I Believe/Malibu Nights Medley» | 9:02         |
| Общая длительность: | Общая длительность:                        | 50:35        |

| №  | Название                                                                    | Длительность |
| -- | --------------------------------------------------------------------------- | ------------ |
| 1. | «Jesus Ranch» (Цифровой трек при покупке альбома на сайте tenaciousd.com)   | 3:10         |
| 2. | «Pat Riley» (Акустический цифровой трек с виниловым переизданием 2013 года) | 2:24         |

## Чарты
| Чарт (2001—2002)                 | Высшая позиция |
| -------------------------------- | -------------- |
| Австралия (ARIA)                 | 13             |
| Нидерланды (Album Top 100)       | 33             |
| Германия (Offizielle Top 100)    | 96             |
| Ирландия (IRMA)                  | 18             |
| Новая Зеландия (RMNZ)            | 42             |
| Норвегия (VG-lista)              | 37             |
| Швеция (Sverigetopplistan)       | 19             |
| Великобритания (UK Albums Chart) | 38             |
| США (Billboard 200)              | 33             |

| Чарт (2002)                                    | Позиция |
| ---------------------------------------------- | ------- |
| Австралия (ARIA)                               | 68      |
| Канада (Alternative Albums, Nielsen SoundScan) | 170     |
| Великобритания (UK Albums, OCC)                | 95      |

## Сертификации
| Регион | Сертификация  | Продажи    |
| --- | ------------- | ---------- |
| Австрия (IFPI Austria) | Золотой       | 20 000*    |
| Германия (BVMI) | Золотой       | 150 000    |
| Великобритания (BPI) | 2× Платиновый | 600 000^   |
| США (RIAA) | Платиновый    | 1 000 000^ |
| * Данные о продажах приведены только на основе сертификации. · ^ Данные о тиражах приведены только на основе сертификации. · Данные о продажах + прослушиваниях приведены только на основе сертификации. |               |            |